# Cementerio La Piedad (Santiago del Estero)
El Cementerio "La Piedad" es la principal necrópolis de la ciudad argentina de Santiago del Estero. Se inauguró en julio de 1886 bajo el gobierno del entonces gobernador de la provincia, Sofanor de la Silva. Fue motivado a partir del traslado que se realizó del primitivo cementerio de la ciudad, ubicado en el actual predio de la Plaza Absalón Rojas de la ciudad.
El traslado se debió bajo dos factores de aquel entonces: el crecimiento de la ciudad y el panorama trágico que sacudió a la ciudad con la aparición de una epidemia de cólera.
La fachada actual del cementerio la realizó en 1930 el arquitecto Aníbal Oberlander. De estilo neoclásico, la cual por sucesivas remodelaciones, hicieron cambiar la vista original del portal y los muros del cementerio.
Dentro se albergan numerosas tumbas de personajes representativos para la historia social, cultural y religiosa tanto de la ciudad como de la provincia, y con ellas muchas declaradas históricas por el Poder Ejecutivo Nacional y Provincial, como así mismo por la Consejo Deliberante de la Municipal de la Ciudad.